# Aryeh Deri
Aryeh Makhlouf Deri (in ebraico אַרְיֵה מַכְלוּף דֶּרְעִי‎?; in arabo أريه مخلوف درعي‎?; Meknès, 17 febbraio 1959) è un politico israeliano di origine marocchina, uno dei fondatori del partito Shas. Dal 2016 al 2021 ha ricoperto la carica di Ministro dell'Interno e Ministero per lo sviluppo della periferia, del Negev e della Galilea nel quarto e quinto governo di Benyamin Netanyahu.

## Biografia
Aryeh Makhlouf Deri è nato a Meknes in Marocco, da Esther (nata Azougi) ed Eliyahu Deri. I suoi genitori vivevano in uno dei nuovi quartieri ricchi della città, e furono influenzati dalla cultura francese. Suo padre possedeva un'attività di sartoria di successo e la famiglia era composta da ebrei tradizionali, ma non ortodossi. All'età di 5 anni, Deri fu iscritta alla Ozar Hatorah, una scuola che combinava l'educazione religiosa ebraica laica e ortodossa. Nel 1968, all'età di 9 anni, la sua famiglia fece Aliyah insediandosi in Israele e si stabilì a Bat Yam, a sud di Tel Aviv. Deri ha frequentato un collegio religioso ad Hadera. Nel 1973 iniziò a studiare presso Porat Yosef, una delle principali yeshiva sefardite a Gerusalemme. Nel maggio 1976 si è trasferito a Hebron Yeshiva, dove ha ricevuto l'ordinazione rabbinica.
Oltre all'ebraico, Deri parla correntemente l'arabo marocchino e il francese. Suo fratello maggiore, Yehuda Deri, è il rabbino capo e Av Beit Din della città di Be'er Sheva. È anche membro del Chief Rabbinate Council. Un altro fratello di Deri, Shlomo, è un avvocato.
Dopo aver completato i suoi studi sulla yeshiva, Deri fu nominato segretario dell'insediamento Haredi di Ma'ale Amos e si unì al Consiglio regionale di Gush Etzion. Nel 1983 è stato nominato direttore amministrativo di Lev Banim Yeshiva.

## Carriera politica

### Istituzione di Shas
Nel 1984 ha fondato (diventandone segretario) Moetzet Chachmei HaTorah di Shas. Nel 1985 è stato assistente del ministro dell'Interno, Yitzhak Peretz, e alla fine dello stesso anno è stato nominato segretario generale dello Shas. Nel giugno 1986 si è arruolato per un periodo ridotto di 3 mesi nelle forze di difesa israeliane.

### Ministro dell'Interno
Dopo aver completato il servizio militare all'età di 27 anni e dopo le elezioni per la 12ª Knesset, è stato nominato ministro degli interni nel governo di Yitzhak Shamir. Deri ha prestato giuramento il 22 dicembre 1988. A 29 anni era il più giovane ministro del governo nella storia di Israele.
Da ministro dell'Interno abolì la censura delle opere teatrali nei teatri.
Quando il partito laburista israeliano ha cercato di staccarsi dal governo e creare una ristretta coalizione. Deri e Haim Ramon, un membro della Knesset del partito laburista, hanno avviato negoziati per creare un allineamento laburista-Haredi. Una mozione di sfiducia è stata presentata il 15 marzo 1990, ma cinque membri della Knesset (tutti del partito Shas) erano assenti dal voto. Questo accordo fu poi soprannominato "Lo sporco trucco". Due rabbini, Menachem Mendel Schneerson ed Elazar Shach, si opposero fermamente alla collaborazione con la sinistra politica. Di conseguenza, l'accordo fallì e il presidente del partito laburista, Shimon Peres, non riuscì a formare una coalizione. Alla fine, Yitzhak Shamir, presidente del Likud, istituì un governo di Likud-destra-Haredis, dove Deri ha continuato a ricoprire il ruolo di ministro dell'Interno.
Dopo che il partito laburista, guidato da Yitzhak Rabin, vinse le elezioni nel 1992, il partito Shas si unì alla coalizione e Deri continuò ad essere ministro dell'Interno e, per la prima volta, come membro della Knesset. Rimase ministro dell'Interno fino al maggio 1993, quando divenne ministro senza portafoglio, prima di tornare al ministero dell'Interno nel mese di giugno. Ha lasciato il governo nel settembre 1993. È stato rieletto alla Knesset nel 1996.

### Controversie giudiziarie
Nel 1999, Deri è stato condannato per corruzione e frode a una pena detentiva di tre anni, scontando 22 mesi e venendo rilasciato nel 2002. Nel 2015 è stato ministro dell'Economia.

## Vita privata
Nel 1981 ha sposato Yaffa Cohen e ha nove figli. Vive nel quartiere Har Nof di Gerusalemme.
Oltre all'ebraico, parla fluentemente l'arabo marocchino e il francese. Il suo fratello maggiore, Yehuda Deri, è il Rabbino capo ed Av Beit Din della città di Be'er Sheva. Quest'ultimo è anche un membro del Gran Rabbinato d'Israele. Un altro fratello di Deri, Shlomo, è un avvocato.